# Egernia rugosa
Egernia rugosa är en ödleart som beskrevs av  De Vis 1888. Egernia rugosa ingår i släktet Egernia och familjen skinkar. IUCN kategoriserar arten globalt som livskraftig. Inga underarter finns listade i Catalogue of Life.